# Аризонський кратер

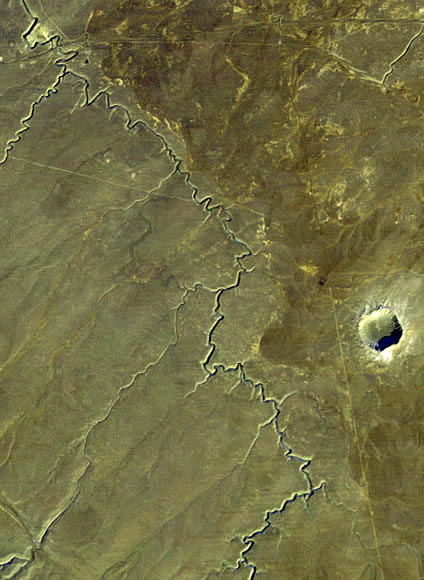
Космічний знімок кратера (NASA)

35°01′41″ пн. ш. 111°01′24″ зх. д. / 35.028055555556° пн. ш. 111.02333333333° зх. д.
Аризо́нський кра́тер (англ. Meteor Crater, Canyon Diablo Crater, Barringer Crater) — великий метеоритний кратер (астроблема) в штаті Аризона, США. Лежить на пустельній рівнині приблизно за 60 км на схід від міста Флегстафф та за 29 км на захід від міста Вінслов.
Аризонський кратер лежить на висоті 1740 м над рівнем моря. Його діаметр становить 1200 м, а глибина — 180 м. Вирву кратера оточує кам'яний вал, що на 45 м здіймається над навколишньою рівниною.

## Назва
Аризонський кратер має кілька назв. Оскільки сусіднє поштове відділення має назву «Meteor», то, за правилами, природний об'єкт зазвичай офіційно іменують за назвою цього відділення, тобто «Meteor Crater». Раніше це місце було відоме як «Canyon Diablo Crater» («Кратер каньйону Диявола») за назвою сусіднього каньйона, і так само офіційно називають фрагменти метеорита, що утворив вирву. Поширена сучасна англійська назва — «Barringer Crater» («кратер Беррінджера») — на честь Деніела Беррінджера, який першим висловив припущення, що кратер утворився в результаті падіння метеорита.

## Належність і офіційний статус
Кратер належить родині Беррінджера (через фірму «Barringer Crater Company»), яка називає його «найкраще збереженим метеоритним кратером на Землі».
Попри важливість, кратер не захищається як національна пам'ятка — цей статус потребує, щоб кратер належав до федеральної власності. У листопаді 1967 року кратер було визнано визначною національною пам'яткою природи (англ. National Natural Landmark).

## Утворення
Кратер утворився приблизно 50 000 років тому в епоху плейстоцену, коли клімат на плато Колорадо був прохолоднішим та вологішим. Коли його побачили перші люди, кратеру було понад 10 000 років.
Залізно-нікелевий метеорит, що утворив кратер, до входу в атмосферу мав 50-70 м у діаметрі. Енергія, що вивільнилася при зіткненні, згідно з більшістю оцінок XXI століття, була порядку 10 мегатонн тротилу (за старішими оцінками — від 1 до близько 60 мегатон).

## Історія відкриття та дослідження кратера
Аризонський метеоритний кратер був відомий ще індіанцям. Індіанці племені навахо назвали сусідній каньйон каньйоном Диявола. В індіанців існує легенда, за якою в давнину на цьому місці до них із неба зійшов вогняний бог.

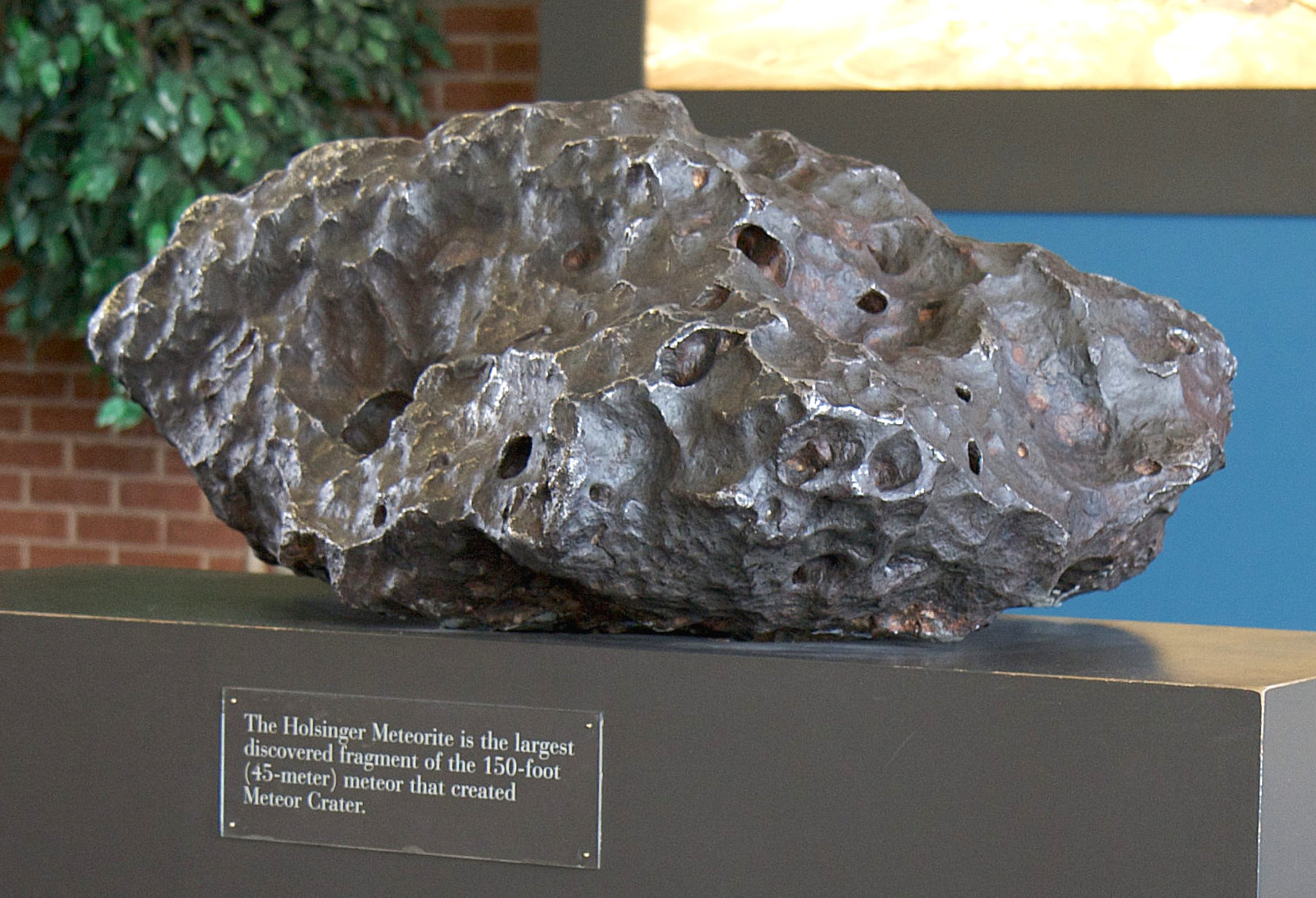
Найбільший знайдений фрагмент метеорита, що утворив кратер

Коли європейці вперше відкрили регіон, на довколишній рівнині було знайдено близько 30 тонн великих окиснених залізних фрагментів.

### Ґроув Карл Ґілберт
1891 року Ґроув Карл Ґілберт, головний геолог Геологічної служби США, дослідив кратер та дійшов висновку, що він радше є наслідком вулканічного газового виверження, ніж удару метеорита. Ґілберт припускав, що якби це був ударний кратер, то його об'єм разом із метеоритом мав бути більшим за обсяг викинутої породи, з якої складається довколишній вал. Крім того, на його думку, метеоритне залізо мало б спричиняти магнітні аномалії. Підрахунки Ґілберта показали, що об'єм кратера та обсяг уламків на його краях майже однакові. До того ж не спостерігалося ніяких магнітних аномалій. Він вважав, що фрагменти метеорита, знайдені на краю кратера, були просто випадковим збігом обставин. Ґілберт опублікував свої спостереження в серії лекцій 1895 року.

### Деніел Беррінджер
1903 року гірничий інженер та бізнесмен Деніел Беррінджер припустив, що кратер утворився внаслідок падіння великого залізного метеорита. Компанія Беррінджера, the Standard Iron Company, подала заявку на гірничі роботи на відповідній ділянці та 1903 року отримала документ, підписаний Теодором Рузвельтом, що підтверджує право власності на ділянку розміром 640 акрів (2,6 км²) навколо центру кратера.
Standard Iron Company досліджувала походження кратера між 1903 та 1905 рр. Вона дійшла висновку, що причиною утворення кратера було зіткнення з метеоритом. Беррінджер і його партнер, математик та фізик Бенджамін Чу Тілман, задокументували докази ударної теорії в доповіді, яку було подано Геологічній службі США 1906 року та опубліковано в записах Академії природничих наук у Філадельфії.
Аргументи Беррінджера зустріли зі скептицизмом, оскільки на той час роль метеоритів у земній геології не розглядалася. Утім, він твердо стояв на своєму та прагнув довести свою теорію, визначаючи місцезнаходження уламків метеорита. Окиснені уламки метеорита, що вкривали довколишню рівнину, навели Беррінджера на думку, що основну масу метеорита можна знайти під дном кратера. Беррінджер не усвідомлював, що більша частина космічного тіла під час зіткнення випарувалася. Він витратив 27 років, намагаючись знайти поклади метеоритного заліза, та пробурив свердловину на глибину 419 м, але його зусилля були марними.

### Юджин Шумейкер
Метеоритне походження кратера остаточно довів Юджин Шумейкер. Про це свідчить загальний характер уламків порід; дрібні включення залізо-нікелевих сплавів: камаситу та теніту, які характерні для залізних метеоритів; знайдені в кратері мінерали коесит та стишовіт, що утворюються за дуже великого тиску під час вибухів (зокрема — під час ядерних випробувань).

## Цікаві факти
- Упродовж 1960-х рр. астронавти НАСА тренувалися в кратері, щоб підготуватися в рамках космічної програми «Аполлон» для польоту на Місяць[35].
- Аризонський кратер належить до найбільш відомих астроблем Землі. Його нерідко знімають у науково-документальних фільмах, зокрема BBC та Discovery.